# Lê Quang Chiểu
Lê Quang Chiểu (1852-1924) là một nhà thơ cận đại Việt Nam. Ông là soạn giả bộ sách Quốc âm thi hợp tuyển được các nhà nghiên cứu văn học xác định là tập thơ chữ Quốc ngữ in đầu tiên ở Việt Nam .

## Thân thế & sự nghiệp
Lê Quang Chiểu, tục gọi Cai tổng Chiểu (vì làm Chánh tổng), quê ở làng Nhơn Ái, tổng Định Bảo, quận Châu Thành, tỉnh Cần Thơ (ngày nay là xã Nhơn Ái thuộc huyện Phong Điền, thành phố Cần Thơ).
Ông sinh trong một gia đình giàu có nhờ ruộng đất, thuở trẻ ông là học trò của cử nhân Phan Văn Trị. Trước ông làm việc cho Pháp, giữ chức cai tổng, nhưng sau đó ông xin thôi và đã làm mười bài thất ngôn bát cú liên hoàn có tên là Tự thuật giải chức để giãi bày.
Rảnh rỗi, ông chuyên tâm lo sáng tác thơ. Trong số ấy, có nhiều bài viết nhằm chỉ trích Tôn Thọ Tường (họa mười bài Tự thuật của Tôn Thọ Tường), Trần Bá Lộc, Huỳnh Công Miêng... và một số bài vịnh sử, vịnh vật khá có giá trị.
Ông cũng có công sưu tập thơ của các sĩ phu đương thời như Nguyễn Đình Chiểu, Bùi Hữu Nghĩa, Huỳnh Mẫn Đạt, Phan Văn Trị v.v.. và gom góp một số thơ của ông, làm thành bộ thơ có nhan đề là Quốc âm thi hợp tuyển, được nhà xuất bản Claude & Cie in tại Sài Gòn năm 1903.
Vào năm 1912, Lê Quang Chiểu còn có công đem bản văn tuồng hát bội Lý Thiên Long in ra chữ quốc ngữ. Trước đó bản tuồng ở dạng chữ Nôm chép tay, ít người biết. Nhờ việc làm này, tuồng Lý Thiên Long mới được phổ biến rộng rãi đến số đông người ham chuộng văn chương và tuồng hát.
Lê Quang Chiểu là chú ruột của bác sĩ Lê Văn Hoạch (kế vị bác sĩ Nguyễn Văn Thinh làm Thủ tướng Nam Kỳ từ tháng 1 năm 1947) và ông có một người "vợ không chính thức" đó là nữ sĩ Trần Ngọc Lầu .
Năm 1924, Lê Quang Chiểu mất. Hiện mộ ông ở tại vườn nhà của ông Lê Quang Thụy, cháu gọi ông Chiểu bằng bác ruột. Nơi ngôi mộ xây hồi 1926 có ghi: Ô. Lê Quang Chiểu - Nguyên nhứt hạng Cai tổng Định Bảo - Từ trần ngày 16 tháng 2 An Nam năm Giáp Tý. Hưởng thọ đặng 72 tuổi (1852-1924).

## Thơ Lê Quang Chiểu
| Họa bài Cây mai Tìm mai mấy độ đã xa đèo Xót nhẽ thân gầy sắn vẫn leo Sương tuyết bốn mùa hoa sạch sẽ, Gió đông đòi trận sắc tiu hiu. Đẩy đưa cõi Phật hơi kèn sớm, Quạnh quẽ nhành chim xế bóng chiều. Thầm tiếc phỏng còn phong cảnh cũ, Văn nhơn tài tử biết bao nhiêu. | Đi chơi Sài Gòn Lên chơi Bến Nghé bấy nhiêu ngày, Xe ngựa chen đời bụi cát bay Phong cảnh đã dời thành quách cũ, Lâu đài lại đổi sắc trang rày. Sớm vô Chợ Lớn dầu thong thả, Chiều lại nhà hàng mặc tỉnh say Mới biết Nam Kỳ là chỗ hội, Quan quân rậm rật tối như ngày. (Quốc âm thi hợp tuyển) |